# Culture dans la Haute-Loire
La culture dans la Haute-Loire désigne tous les aspects d'ordre culturel dans ce département français de la région Auvergne-Rhône-Alpes.

## Spectacle vivant
Les principaux festivals du département sont :
- Les Fêtes du Roi de l'oiseau, au Puy-en-Velay ; la troisième semaine de septembre.
- Le Festival de musique de La Chaise-Dieu, à La Chaise-Dieu et dans plusieurs lieux culturels et religieux du département : au Puy-en-Velay, à Brioude, Ambert, Saint-Paulien et Chamalières-sur-Loire[1] ; fin août.
- Le Festival country Rendez-Vous à Craponne-sur-Arzon ; fin juillet.
- Le Festival Celte en Gévaudan à Saugues ; début août.
- Le Festival du Monastier : la Musique des cuivres[2], au Monastier-sur-Gazeille ; début août.

La dernière édition, la 25e, de 2013, a entre autres accueilli Paris Combo.
- Le Festival du Chant des Sucs à Yssingeaux et ses alentours ; fin septembre, début novembre.

La dernière édition, la 8ème, de 2022, a entre autres accueilli Charlélie Couture, Bobin,Charles Souchon et d'autres ...
- Le Festival du Rire[3] à Yssingeaux ; fin août, début septembre.

La dernière édition, la 22e, de 2013, a entre autres accueilli Anne Roumanoff et Mathieu Madénian.

## Patrimoine

### Musées
La Haute-Loire dispose de nombreux musées :
- Allègre  : Espace muséo-graphique du Mont-Bar
- Ally : Mine d'Antimoine, d'Argent et de Plomb de la Rodde
- Aurec-sur-Loire : Musée du Vin et de la Vigne du Moine-Sacristain
- Auzon
  - Écomusée du Pays d'Auzon
  - Musée Vespa
- Blesle : Musée de la Coiffe
- Brioude
  - Atelier-Musée de la Dentelle
  - Musée du Saumon
  - Maison de Mandrin
  - Maison du Doyenné
  - Le Doyenné, espace d'art moderne et contemporain
- Auvers : Musée national de la Résistance au Mont Mouchet
- Chamalières-sur-Loire : Musée de la Dentelle
- Champclause : Mézenc-Meygal-Miniature
- Chaudeyrolles : Maison du Fin Gras
- Chavaniac-Lafayette : Château-musée La Fayette
- Chilhac : Musée de paléontologie Christian-Guth
- Frugières-le-Pin : Musée de la Résistance, de la Déportation et Seconde Guerre mondiale Joseph-Lhomenède
- La Chaise-Dieu : Musée de cire de l'Historial
- Langeac
  - Musée Mémoires du Jacquemart
  - Historial Agnès de Langeac
- Lavaudieu
  - Maison des Arts et Traditions Populaires
  - Maison de l'Abeille
- Lavoûte-Chilhac : Maison des Oiseaux du Haut-Allier
- Le Chambon-sur-Lignon
  - Images et Paroles de nos Villages-Exposition Gare de Chambon
  - Espace d'Art Contemporain Les Roches
- Le Monastier-sur-Gazeille :
  - Musée municipal et Centre culturel européen au château abbatial
  - Musée de l'école du Monastier
- Le Puy-en-Velay
  - Musée Crozatier
  - Musée des croyances populaires au Puy-en-Velay
  - Musée d'Art religieux
  - Musée interactif de l'Hôtel-Dieu
- Les Estables : Maison de la Béate à La Vacheresse
- Moudeyres : Écomusée de la Ferme des Frères Perrel
- Pradelles : Cheval-Land, Musée vivant du Cheval de trait
- Retournac : Musée des manufactures de dentelles
- Saint-Arcons-d'Allier : Musée du fer blanc ancien et moderne
- Saint-Didier-en-Velay : Musée d'Arts et de traditions populaires
- Saint-Front : Écomusée Les Chaumières de Bigorre
- Saint-Ilpize : Musée Conservatoire des Cépages de la Ribeyre
- Saint-Paulien : Musée gallo-romain
- Saint-Julien-Chapteuil : Musée Jules-Romains Office de Tourisme
- Saint-Victor-sur-Arlanc : Musée de la Radio
- Sainte-Sigolène : Musée La Fabrique
- Saugues
  - Musée fantastique de la Bête du Gévaudan
  - Diorama de Saint-Bénilde
- Tence : Musée de la Pharmacie
- Vieille-Brioude : Musée de la vigne et du patrimoine
- Yssingeaux :
  - Musée Saint-Roch
  - Musée d'Arts et traditions populaires de Versilhac

## Peinture et gravure
Le Salon international artistique de Haute-Loire se tient tous les ans au Puy-en-Velay et rassemble plusieurs centaines d’œuvres. 

## Photographie
- Photographes nés en Haute-Loire :

## Sculpture
- Sculpteurs liés à la Haute-Loire : Dominique Kaeppelin (1949-2019)...

## Cinéma et télévision
- Liste de films tournés dans le département de la Haute-Loire
- Acteurs liés à la Haute-Loire: Le Marquis de La Fayette, Jules Vallès, Charles Dupuy, Jules Romains...

## Entreprises du patrimoine vivant
Entreprise du patrimoine vivant est un label officiel français, créé en 2005, délivré sous l'autorité du ministère de l'Économie et des Finances, afin de distinguer des entreprises françaises aux savoir-faire artisanaux et industriels jugés comme d'excellence.
- Les Tissages de Charlieu à Riotord[5]

## Langue
D'après Abel Hugo, en 1835, le langage pouvait varier de canton à canton et même de village à village. L'idiome en usage dans les villes et parmi les classes aisées était la langue française, bien que tout le monde connût le patois local.
L'auteur relève quelques locutions locales, que l'habitude de ce patois a fait mêler à la langue nationale : éclairer la chandelle, pour allumer ; faire feu à quelqu'un, pour éclairer quelqu'un ; soigner (quelqu'un), pour surveiller ; clocher, pour sonner ; tomber quelque chose, pour laisser tomber ; je suis bien de croire, pour je dois être cru ; etc.

## Gastronomie
- La lentille verte du Puy AOC/AOP.
- La brioche d'Yssingeaux.
- Le pavé de Pannessac.
- Le délice de l'écureuil.
- Le Fin gras du Mézenc (AOC).

Alcools et autres boissons

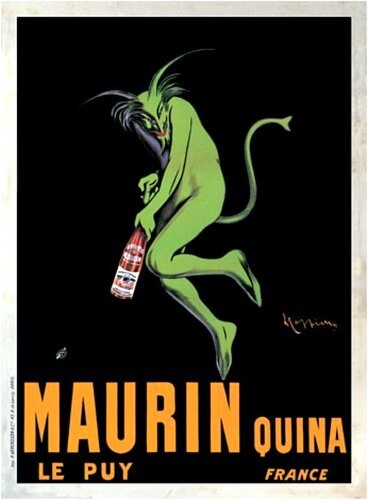
Publicité pour le Maurin, de Leonetto Cappiello, 1906.

- La Verveine du Velay, depuis 1859.
- Le Maurin (Quina), apéritif issu de la macération de cerises, d'amandes douces et de quinquina dans du vin, depuis 1884 au Puy-en-Velay.

Apéritif rendu célèbre grâce à la publicité dessinée en 1906 par l’affichiste Leonetto Cappiello.
- Le Batavia d'Yssingeaux, apéritif à base de vin cuit et de gentiane jaune, depuis 1889.
- Crème de myrtilles, crème et liqueur de châtaignes, liqueur de gentiane ; eaux-de-vie.
- La Vellavia, bière blonde du Velay, et la Brasserie de l'Alagnon.

Fromages
- Bleu d'Auvergne, dans le Brivadois.
- La fourme d'Yssingeaux.
- Le velay.
- Le petit chabrioux.
- Le bleu de Loudes.
- Fromage aux artisous.

Autres
- Fruits rouges du verger et des bois.
- Miels.
- Truite sauvage.

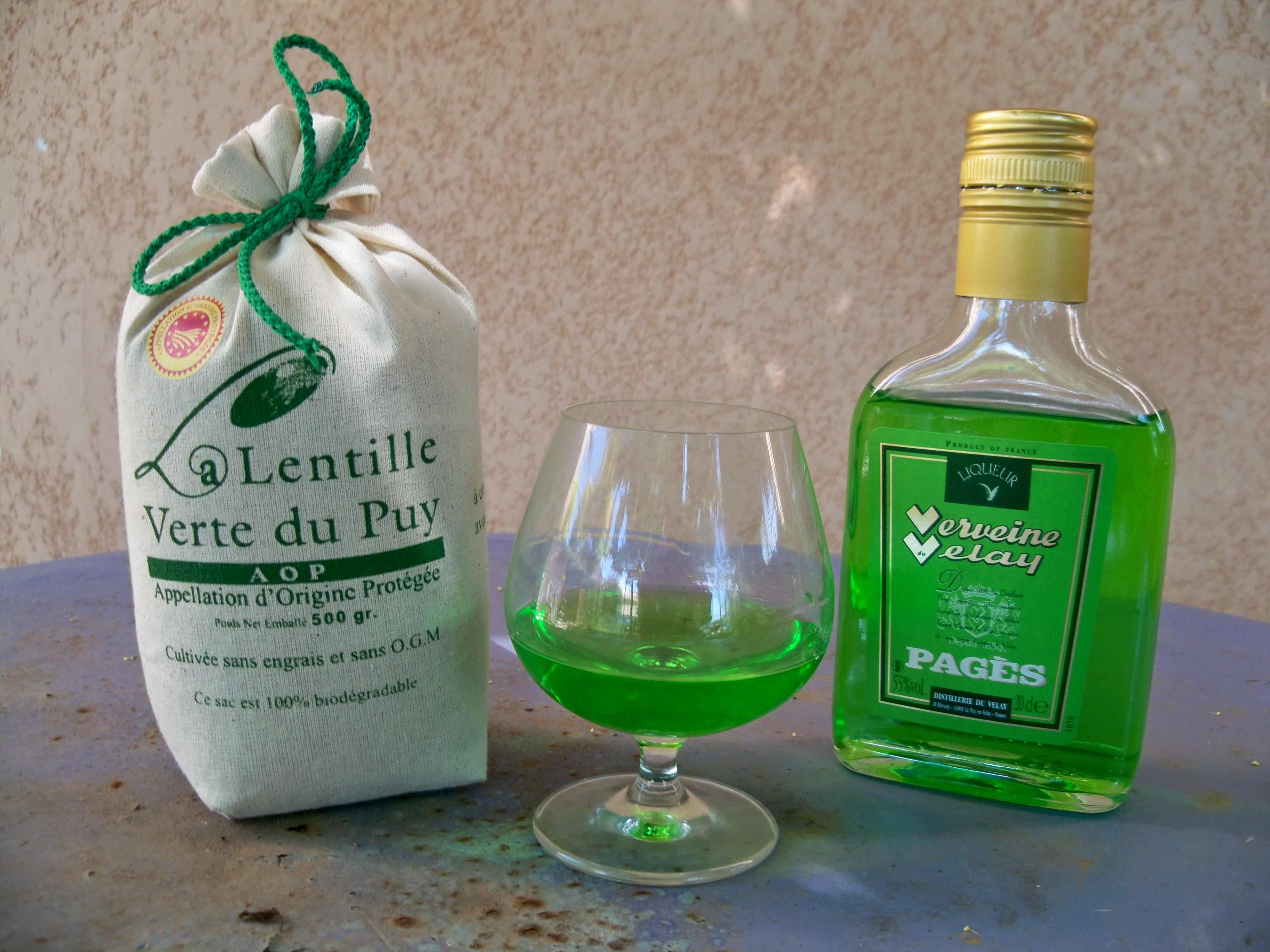
Produits du Velay : sachet de lentilles vertes du Puy (AOP) et verveine du Velay.
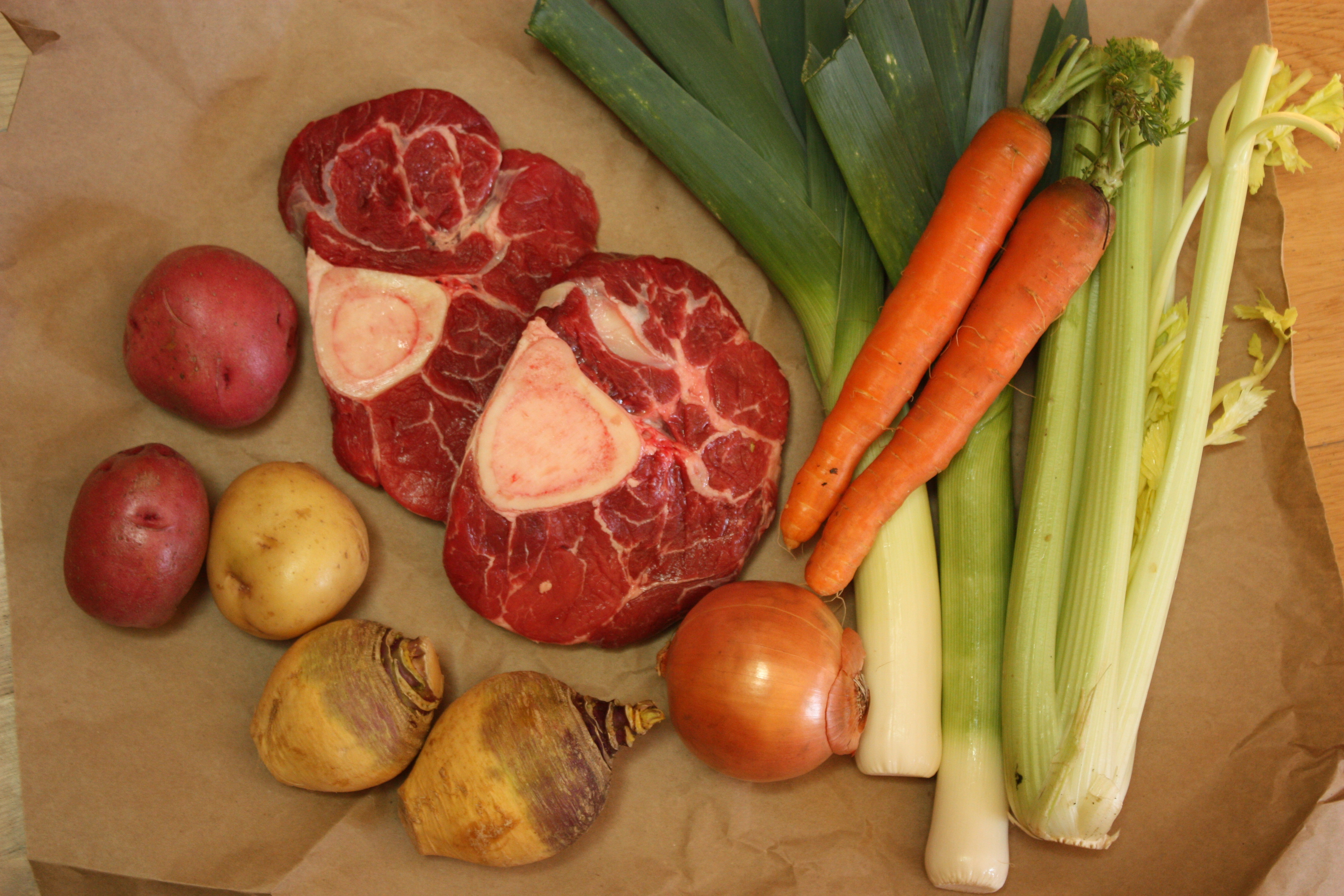
Pot-au-feu et son bœuf fin gras du Mézenc.
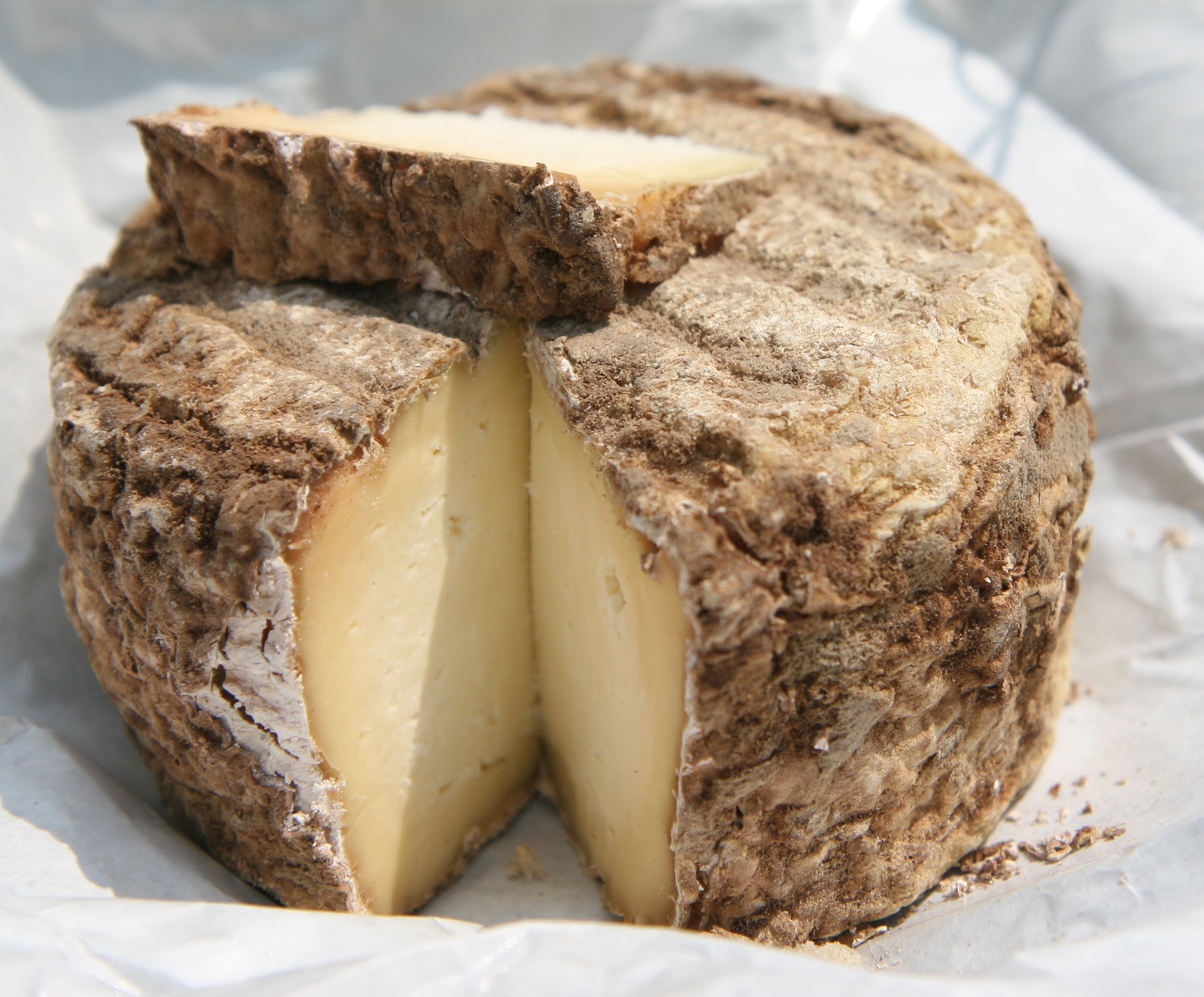
Fromage aux artisous du Velay.